# Пестели
Пестели (нем. Pestel) — русский дворянский род немецкого (саксен-гота-альтенбургского) происхождения,  «наследственные» московские почт-директора в 1730—1798 годах, когда эту должность подряд занимали четверо членов рода.

## Происхождение рода
Согласно мемуарным запискам, авторство которых приписывается основателю российской ветви рода Вольфгангу (Владимиру) Пестелю, род Пестелей происходит из Венгрии. Согласно тому же источнику, в 1589 году, проживая в Венгрии, большая часть членов семьи приняла протестантизм, а в 1656 году, оставив свои богатые поместья, Пестели были вынуждена бежать из преимущественно католической Венгрии в Саксонию, за исключением Кристиана Вольфганга Пестеля, который, будучи католиком, остался в Венгрии и стал епископом города Вайсбруна (Веспрема).
Эта версия, заслуживает, однако, мало доверия. Католическая архиепархия Веспрема никогда не возглавлялась человеком по фамилии Пестель, а единственный католический епископ с такой фамилией проживал во Франции в 18-м веке и возглавлял епархию Осера. К тому же, в начале 17 столетия в Германии в городе Ринтельне (Нижняя Саксония, исторически — во владениях Шаумбургов) уже проживал и преподавал в местном университете юрист Давид Пестель (нем.; 1603–1684), активно участвовавший в охоте на ведьм в качестве судебного обвинителя. Этот Пестель полагал, что его семья происходит из Англии, где в середине 16 столетия приняла протестантизм и вскоре была вынуждена бежать из страны в годы правления королевы-католички Марии (1553—1558) в связи с развязанными ею репрессиями против протестантов — сперва в Нидерланды, а затем в Германию. Потомки Давида Пестеля образовали известную в Германии династию профессоров-юристов, из которых известен, в частности, Фридрих Вильгельм Пестель (1724—1805), ринтельнский и геттингенский профессор-юрист, в дальнейшем — ректор Лейденского университета. Хотя степень родства между двумя семьями Пестелей неизвестно, обращает на себя внимание определённое сходство двух легенд (бегство из другой страны в Германию после смены религии).
Ринтельнская ветвь Пестелей, в лице упомянутого выше Фридриха Вильгельма Пестеля, была возведена в дворянство в 1792 году императором Францем. До этого, на протяжении полутора сотен лет, её представители относились к числу зажиточных и образованных горожан, занимали профессорские должности в университетах и городских советников в магистратах, однако, дворянами, по всей видимости, не были. Не исключено, что «венгерская легенда» саксонской ветви Пестелей, переселившейся в Россию, возникла в связи с тем, что её родоначальник, Вольфганг Пестель, не был дворянином, что в сословном государстве, каким была Российская империя, закрыло бы для него многие карьерные возможности. Характерно, что в сохранившейся переписке между Вольфгангом Пестелем и его оставшимся в Саксонии кузеном, Кристианом Августом, последний жалуется, что их права на дворянство признаны в Саксонии сомнительными, и просит Вольфганга, как влиятельного человека в Санкт-Петербурге, через русского канцлера А. П. Бестужева-Рюмина, ведавшего иностранными делами, похлопотать о признании в союзной России Саксонии их дворянских прав. 
В начале XX века ринтельнские Пестели ещё существовали, в связи с чем их упоминает Готский альманах. 
Саксонская же ветвь Пестелей в конце XVII века проживала в государстве Саксен-Гота-Альтенбург в городах Альтенбург и Шмёльн (Шмолле; небольшой соседний город, где один из Пестелей был бургомистром).

## История рода Пестелей в России
История российской ветви рода начинается с Вольфганга Пестеля (1696—1763), отец которого, также Вольфганг Пестель, как раз и являлся шмёльнским бургомистром (имя Вольфганг в определённый период истории в роду Пестелей считалось родовым). Вольфганг Пестель-младший, сын бургомистра, выпускник Лейпцигского университета, прибыл в Санкт-Петербург в 1719 году по приглашению Иоганна Людвига Любераса фон Потта, с которым познакомился в Бреслау. В 1723 году Вольфганг Пестель, указом Петра Первого, был назначен санкт-петербургским «генерал-почтамт секретарем», а около 1730 года — московским почт-директором и занимал эту должность более 30 лет. Скончался Пестель в 1763 году, находясь в должности. 
Вольфганг Пестель имел двоих сыновей — Иоганна Вольфганга и Бурхарда Вольфганга.
Иоганн Вольфганг Пестель (ок. 1730—1761) активно участвовал в боевых действиях Семилетней войны в составе русской армии, дослужился до премьер-майора, но, не выдержав тягот военного похода, вскоре после возвращения на родину морем, скончался в Кронштадте.
Бурхард Вольфганг (Борис Владимирович) Пестель (1739—1811) в 1763 году «унаследовал» от отца должность московского почт-директора, которую в 1789 году, выходя в отставку, «передал» старшему сыну, Ивану Борисовичу Пестелю (1765—1843). Формально должность почт-директора не являлась наследственной и каждый следующий почт-директор назначался императором, однако практика официального либо неофициального закрепления той или иной должности за представителями определённой семьи в 18 столетии не была редкостью: например, должность обер-церемониймейстера королей Франции в ту же эпоху была «закреплена» за родом Дрё-Брезе.
Иван Борисович Пестель занимал должность московского почт-директора до 1798 года, после чего был переведён на ту же должность в Петербург, тогда как должность московского почт-директора получил его младший брат, Николай Борисович Пестель (1768 — после 1825). Но уже два года спустя, из-за интриг графа Ф. В. Ростопчина, оба Пестеля лишились своих должностей по почтовому ведомству. 
Однако, в 1806 году Иван Борисович был назначен Сибирским генерал-губернатором, причём в этот период общественное мнение во главе со Сперанским обвиняло его в масштабных злоупотреблениях. Иван Борисович Пестель занимал должность Сибирского генерал-губернатора до 1819 года, однако его вражда со Сперанским продлилась и далее: после Восстания декабристов Сперанский был назначен членом Верховного суда по делу декабристов, приговорившего к казни старшего сына Ивана Борисовича, Павла Ивановича Пестеля (1793—1826). 
По состоянию на 1825 год, Иван Борисович Пестель находился в отставке, тогда как Николай Борисович заседал в Санкт-Петербурге в Сенате.
Помимо декабриста Павла, у Ивана Борисовича были ещё следующие дети:
- Борис Иванович (1794—1848) — действительный тайный советник, олонецкий, затем владимирский вице-губернатор.
- Владимир Иванович (1795—1865) — действительный тайный советник, херсонский, затем таврический губернатор, затем — сенатор (1855).

Таким образом, карьера двух младших братьев декабриста успешно развивалась во время николаевского царствования.
Двумя младшими дожившими до взрослого возраста детьми были:
- Александр Иванович (1801 — после 1843) — участник Кавказской войны, в 1838 году вышел в отставку в чине подполковника, жил в Москве. Был женат (с 23 сентября 1836 года) на графине Прасковье Кирилловне Гудович (1813—1877), внучке фельдмаршала и московского губернатора графа И. В. Гудовича.
- Софья (1810 — после 1875) — не выходила замуж.

## Имения
Несмотря на упоминаемые в источниках злоупотребления Ивана Борисовича Пестеля в Сибири, род Пестелей не был богат. После отставки с поста генерал-губернатора, И. Б. Пестель (отец декабриста) удалился в своё имением Васильево (Смоленская губерния; ныне — Смоленская область, Монастырщинский район). Имение было бедным и приносило весьма скромные доходы. В иные годы И. Б. Пестелю самому приходилось покупать зерно для снабжения голодающих крестьян своего имения.
В советские годы в деревне Васильево был организован Колхоз имени Пестеля (Павла Ивановича), а на фундаменте усадебного дома (вероятней всего, сожжённого в первые революционные годы) был установлен скромный памятный знак.

## Герб
Род Пестлей не имел официально утверждённого герба, внесённого в Общий Гербовник. Тем не менее, составленный в XVIII столетии Гербовник Анисима Титовича Князева, включает в себя прорисовку печати с предполагаемым партикулярным (т.е. официально не утверждённым) гербом московского почт-директора Б. В. Пестеля (в этом же источники встречается редкий русифицированный вариант написания фамилии рода — Пестелевы). Существует, однако, предположение, что этот герб принадлежал не ему, а его современнику — санкт-петербургскому почт-директору М. М. фон Экку.